# Мохаммад Хади Милани
Великий аятолла Сейед Мохаммад Хади Милани (перс. سید محمدهادی میلانی‎; р. 1892 – ум. 1975) — иракский и иранский шиитский богослов, муджтахид, марджа ат-таклид. Был одним из создателей медресе Хагани в Куме.

## Происхождение и рождение
Родился в 1892 году в городе ан-Наджаф. Его предок Садат Хосейни был жил в Медине и происходил от Али ибн Хусейна . В середине XVII века предки Милани переселились в Иран по приглашению местных шиитов. Этому приглашению последовали Сейид Хоссейн (предок Мухаммада Хади) и его брат Али Акбар, из Медины. С несколькими сподвижниками они поселились в области Эскучай в Азербайджане, затем сейид Хоссейн выбрал для жизни город Милан вблизи Тебриза.

## Учеба
Первыми учителями сейида Мухаммада Хади была его родители. В подростковом возрасте основной курс наук ему преподавали Ибрагим Хамедани и мулла Мохсен Табризи, начальные науки ему также преподавали Гулям Алим Гами и его дядя по матери Абдолькасем Мамгани. Среди учителей Милани было большое количество исламских богословов своего времени, и, в частности, лучшие знатоки Корана и тафсира.

## Ученики
Преподавал  в Наджафе в религиозной школе и был одним из лучших преподавателей исламского права. Более 18 лет проработал в Кербеле. У него было много талантливых учеников, в числе которых:
1. Али Хаменеи
2. Вахид Хорасани
3. Мухаммад-Реза Шафии-Кадкани
4. Мохаммад Хоссейни Занджани
5. Мохаммад Таги Джаафари
6. Мохаммад Рухани
7. Таги Табатайи Куми
8. Хади Хаменаи
9. Мухаммад Казим Казвини

И многие другие известнейшие богословы, политики и деятели культуры современного Ирана.

## Возрождение духовного образования в Мешехеде
9 августа 1954 Милани совершал паломничество в Мешхед к могиле имама Резы, поселившись в доме Али ибн Ногани. В то время ильмие Мешхеда находились в упадке. С 1956 год, после подавления восстания, ареста и ссылки целого ряда религиозных деятелей и жителей города, религиозное образование в Мешхеде было разгромлено Реза-шахом. Увидев проблемы города, Милани остался и начал работать в нём. Он приглашал в Мешхед крупнейших исламских ученых, организовывал удобную для них систему преподавания и организовывал плотное общение между ними. Приглашались также религиозные лидеры, находящиеся в эмиграции. Так, они пригласил в Мешхед такого деятеля Али Фалсафи, одного из крупнейших религиозных деятелей Наджафа . Внедрялись и новые методы обучения: так, в среде студентов была введена рейтинговая система, усилена дисциплина, был введен контроль посещаемости, внедрены обязательные ежемесячные и ежегодные экзамены.
Али Хаменеи писал: «Мы видели, как покойный аятолла Милани приехал из Наджафа в Мешхеде и создал большой ильмийе... Это реальность... Спасибо Богу за то, что в ильмийе Мешхеда был Аяттолла Милани».

## Общественная деятельность
После землетрясения, случившегося в 1968 году в остане Южный Хорасан, Милани выделял средства на восстановление разрушенного и на помощь пострадавшим, кроме того, организовывал и посылал своих студентов на работы в район землетрясения. 
Кроме восстановления старых разрушенных религиозных школ Мешхеда и Кума, он активно основывал новые в других городах.
Оказал значительную помощь в восстановлении мечети в Гамбурге, в Иране, отправив для решения этой проблемы Мохаммада Бехешти.

## Смерть
Милани умер от рака 8 августа 1975 года в возрасте 83 лет и был захоронен недалеко от гробницы имама Резы.